# Hans Henrik Rode
Hans Henrik Rode (9. september 1767 på Frederikshald – 29. december 1830 på gården Søndre Hellerud i Aker) var en dansk-norsk og senere norsk officer.

## Karriere under Danmark-Norge
Forældrene var major Georg Frederik Rode og dennes 1. hustru, Vilhelmine f. Stockfleth. Efter at have gennemgået Landkadetakademiet i København blev han 1784 sekondløjtnant ved Kongens Regiment, ved hvilket han 1790 blev premierløjtnant, 1800 kaptajn ved Holstenske Infanteriregiment og adjudant hos prins Frederik af Hessen, 1803 generaladjudant-løjtnant. 1800-08 var han tillige lærer og inspektionsofficer ved Militærinstituttet i Rendsborg. 1808 blev han major og overadjudant, 1809 oberstløjtnant og fulgte samme år prins Frederik af Hessen til Norge, hvor han siden forblev.

## Karriere under Norge og Sverige-Norge
I 1814 skal han have deltaget i notabelmødet på Ejdsvold 16. februar; i maj samme år blev han af den nyvalgte konge Christian Frederik udnævnt til kammerherre og til oberst. Under årets felttog kommanderede han en brigade, der dog ikke kom i ilden. Endelig blev han i oktober samme år udnævnt til generalkrigskommissær for Land- og Søetaten, hvilken stilling han beholdt til sin død, der indtraf på hans gård Hellerud i Aker 29. december 1830. Han var også blevet Ridder af Nordstjerneordenen og medlem af det svenske Kungliga Krigsvetenskapsakademien.
Til det overordentlige norske Storting i høsten 1814 indleverede Rode sine Bemærkninger til det Spørgsmaal: Kan Krigen med Sverige fortsættes til Fordel for Norge? Endskønt denne betænkning langtfra overalt er uangribelig og på en nutidslæser mangesteds virker naiv og overspændt, var vistnok indtrykket af skriftet et helt andet – nærmest sagligt og beroligende – i hin oprevne og hastemte tid. Fremstillingen gjorde således utvivlsomt sin nytte, idet den forfægtede, at et fortsat forsvar langtfra var håbløst, og – uden at forpurre den fredelige forening – gav de bekymringsfulde blandt Stortingets medlemmer det rygstød, som under forhandlingerne med de svenske kommissærer vel kunne trænges for at opnå de heldigst mulige betingelser for Norge i unionen med Sverige.
Rode blev i 1798 gift med Charite Nicoline Holst (10. juni 1778 – 10. november 1863).